# 蘇奇洛·福爾納恰里

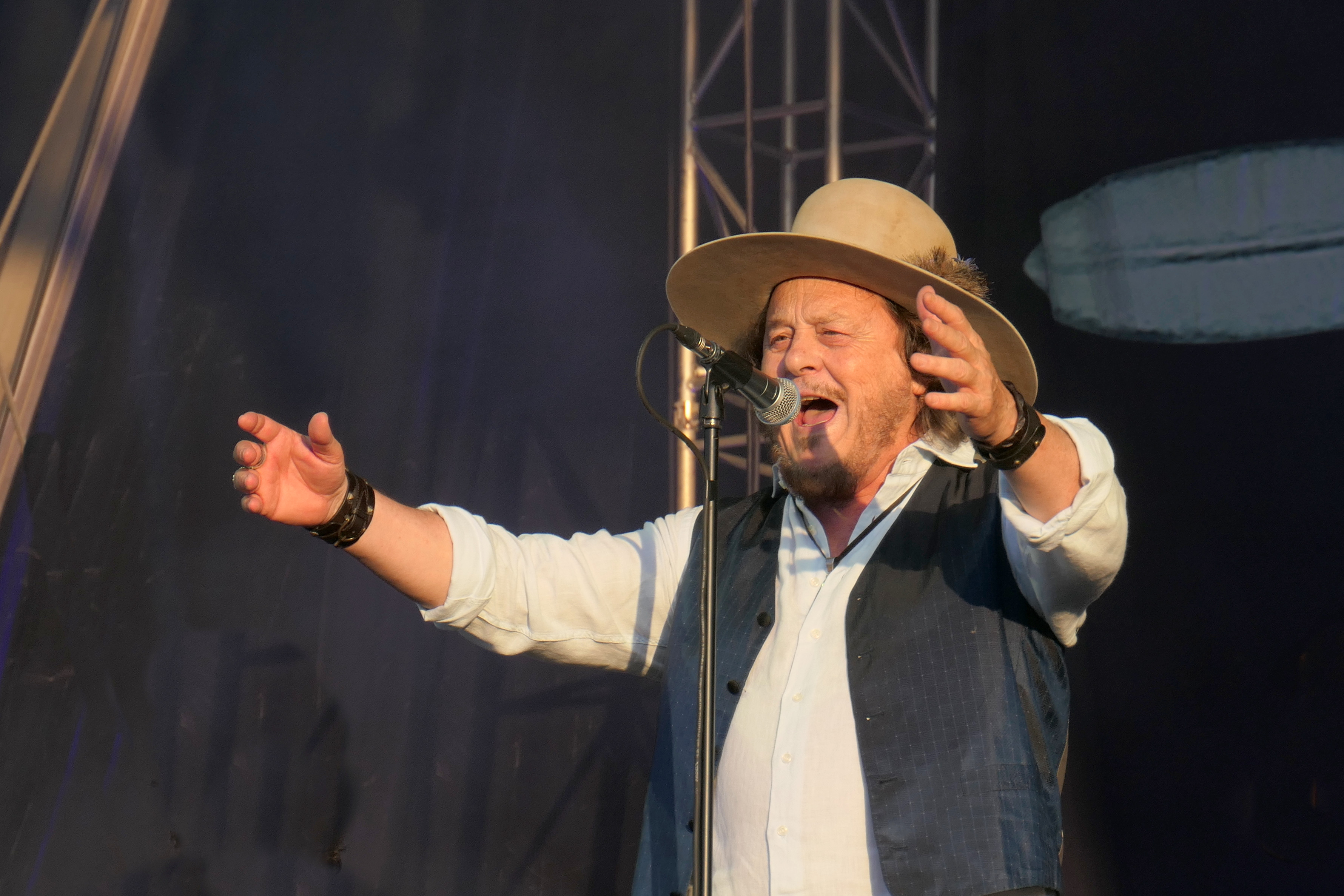
蘇奇洛·福爾納恰里

蘇奇洛·福爾納恰里（1955年9月25日—）是一位意大利歌手、音乐家和词曲作家。  他被稱为“意大利布鲁斯音乐之父”。 他曾獲得两次世界音乐奖（1993年、1996年）、 六次國際唱片業協會欧洲白金奖。 